# Kawanolus
Kawanolus is een geslacht van eenoogkreeftjes uit de familie van de Anchimolgidae. De wetenschappelijke naam van het geslacht is voor het eerst geldig gepubliceerd in 1978 door Humes.

## Soorten
- Kawanolus parangensis Humes, 1978